# André Sorin
André Sorin MSC (* 7. Juni 1903 in Les Sables-d’Olonne, Frankreich; † 19. April 1959) war ein römisch-katholischer Bischof.

## Leben
Sorin beabsichtigte erst, Diözesanpriester zu werden, entschloss sich dann aber, den Herz-Jesu-Missionaren beizutreten und legte 1925 sein Ordensgelübde ab. Am 4. August 1929 empfing er die Priesterweihe. Am 13. Juni 1946 wurde Sorin, der sich schon seit 1931 in Neuguinea aufhielt, zum Apostolischen Vikar von Port Moresby, zum Titularbischof von Antiphrae sowie zum Apostolischen Administrator von Samarai ernannt. Die Bischofsweihe spendete ihm am 24. August 1946 Kardinal Giovanni Panico; Mitkonsekratoren waren Francis-Xavier Gsell, der Bischof von Darwin, und Gerard Vesters, ehemaliger Apostolischer Vikar von Rabaul. Im Jahr 1951 übernahm Francis John Doyle als Apostolischer Präfekt die Verantwortung für Samarai.
André Sorin starb am 19. April 1959 im Alter von 55 Jahren und wurde auf Yule Island beigesetzt.